# Extremwertverteilung

Beispiele der Wahrscheinlichkeitsdichtefunktionen der Extremwertverteilungsfamilie.

Die verallgemeinerte Extremwertverteilung ist eine stetige Wahrscheinlichkeitsverteilung. Sie spielt eine herausragende Rolle in der Extremwerttheorie, da sie alle möglichen asymptotischen Verteilungen des Maximums  einer einfachen Zufallsstichprobe in einer Darstellung zusammenfasst.
Die verallgemeinerte Extremwertverteilung fasst die Gumbel-Verteilung, die Fréchet-Verteilung und die Weibull-Verteilung zusammen.

## Definition
Eine stetige Zufallsgröße {\displaystyle X} genügt einer verallgemeinerten Extremwertverteilung mit den Parametern {\displaystyle \mu \in \mathbb {R} }, {\displaystyle \sigma >0} und {\displaystyle \xi \in \mathbb {R} }, wenn sie die Wahrscheinlichkeitsdichte
{\displaystyle f(x)={\begin{cases}{\frac {1}{\sigma }}\,t(x)^{\xi +1}e^{-t(x)}&{\text{falls }}1+\xi ({\tfrac {x-\mu }{\sigma }})>0\\0&{\text{sonst}}\end{cases}}}
mit
{\displaystyle t(x)={\begin{cases}{\big (}1+\xi ({\tfrac {x-\mu }{\sigma }}){\big )}^{-1/\xi }&{\textrm {falls}}\ \xi \neq 0\\e^{-(x-\mu )/\sigma }&{\textrm {falls}}\ \xi =0\end{cases}}}
besitzt. Für {\displaystyle \xi =0} liegt eine Gumbel-Verteilung, für {\displaystyle \xi >0} eine Fréchet-Verteilung und für {\displaystyle \xi <0} eine Weibull-Verteilung vor.